# Tibulle Desbarreaux-Bernard
Tibulle Desbarreaux-Bernard (Tolosa de Llenguadoc, 20 de novembre 1798 – Tolosa de Llenguadoc, 15 de febrer 1880), de nom original Tibulle Pellet-Desbarreaux, fou un metge, bibliòfil i historiador, amb importants treballs sobre la Impremta al Llenguadoc i especialment a Tolosa de Llenguadoc.

## Biografia
Nascut el 1798, fill de Hyacinthe, llavors administrador del departament de l'Haute-Garonne, i de Marie Bernard. El pare i la mare eren autors de peces de teatre i comèdies. Tibulle, es va dedicar a la medicina però, com a metge, va tenir pocs clients. Girant la seva orientació cap a la medicina legal, va tractar un pacient en « vaga de fam » a qui va visitar cada dia durant els 63 dies de la seva abstinència. Després, va traduir al francès Normatiu, i El Pirata de Vincenzo Bellini, i es va bolcar cap a la Bibliofília. Va ser historiador del llibre toulousenc, publicant successivament una Història de la impremta dins la Història general del Llenguadoc, edició Privada, després un Catàleg dels Incunables (1878) i L'Establiment de la impremta a la província del Llenguadoc (1875).
Havia revelat els Lanternistes les reunions dels quals van precedir l'establiment de l'Acadèmia de Ciències. Es va casar amb Jeanne-Claire Bastide, i quan va que dar vidu, amb Jeanne-Joséphine Pradiers. Era membre corresponent de la Societat de medicina de Tolosa de Llenguadoc, de l'Académie des Sciences Inscriptions et Belles-Lettres de Toulouse i de la Société archéologique du Midi de la France.
Després del seu òbit, la seu molt rica biblioteca va ser posada en venda està adquirida en bona part per les biblioteques de Tolosa de Llenguadoc. El 1981, es va posar el seu nom a un carrer de Tolosa de Llenguadoc.

## Obres i bibliografia
- Catalogue des livres rares et précieux imprimés et manuscrits component la bibliothèque de M. le Dr. Desbarreaux-Bernard de Toulouse, Paris., A. Labitte, 1879
- Armieux, Notice biographique sur le docteur Desbarreaux-Bernard, in MSAMF, 1883-1885, p. 26-29
- Guyon de Boudeville imprimeur à Toulouse (1541-1562), 1879
- Catalogue des incunables de la bibliothèque de Toulouse rédigé par Desbarreaux-Bernard, 1878
- Établissement de l'imprimerie dans la province de Languedoc, 1875
- Un livre perdu et un mot retrouvé par le Dr. Desbarreaux-Bernard, Toulouse, A. Chauvin et Fils, 1874, 19 p.
- Étude bibliographique sur l'édition du Speculum Quadruplex de Vincent de Beauvais attribuée à Jean Mentel ou Mentelin, de Strasbourg, 1872
- La chasse aux incunables, 1864
- De quelques livres imprimés au s.XV, sur des papiers de différents formats
- Notice bibliographique sur Pierre Fabre... par Desbarreaux-Bernard (Tibulle), 1847.
- Les eaux thermales en Chine par le Dr T. D.-B. 2e éd., 1870.